# National Register of Historic Places in Missouri

Karte der Countys von Missouri und Verteilung der NRHP-Einträge

Diese Tabelle enthält alle Listen, in denen die Einträge im National Register of Historic Places in den 114 Countys des US-amerikanischen Bundesstaates Missouri aufgeführt sind:

## Anzahl der Objekte nach County
|       | \| \| County \| Liste der Einträge in das NRHP im County \| Anzahl \| \| ----- \| ---------------- \| ---------------------------------------- \| ------- \| \| 1 \| Adair \| NRHP-Einträge im Adair County \| 15 \| \| 2 \| Andrew \| NRHP-Einträge im Andrew County \| 3 \| \| 3 \| Atchison \| NRHP-Einträge im Atchison County \| 8 \| \| 4 \| Audrain \| NRHP-Einträge im Audrain County \| 4 \| \| 5 \| Barry \| NRHP-Einträge im Barry County \| 14 \| \| 6 \| Barton \| NRHP-Einträge im Barton County \| 1 \| \| 7 \| Bates \| NRHP-Einträge im Bates County \| 4 \| \| 8 \| Benton \| NRHP-Einträge im Benton County \| 4 \| \| 9 \| Bollinger \| NRHP-Einträge im Bollinger County \| 1 \| \| 10 \| Boone \| NRHP-Einträge im Boone County \| 47 \| \| 11 \| Buchanan \| NRHP-Einträge im Buchanan County \| 58 \| \| 12 \| Butler \| NRHP-Einträge im Butler County \| 22 \| \| 13 \| Caldwell \| NRHP-Einträge im Caldwell County \| 2 \| \| 14 \| Callaway \| NRHP-Einträge im Callaway County \| 18 \| \| 15 \| Camden \| NRHP-Einträge im Camden County \| 10 \| \| 16 \| Cape Girardeau \| NRHP-Einträge im Cape Girardeau County \| 52 \| \| 17 \| Carroll \| NRHP-Einträge im Carroll County \| 6 \| \| 18 \| Carter \| NRHP-Einträge im Carter County \| 30 \| \| 19 \| Cass \| NRHP-Einträge im Cass County \| 7 \| \| 20 \| Cedar \| NRHP-Einträge im Cedar County \| 3 \| \| 21 \| Chariton \| NRHP-Einträge im Chariton County \| 7 \| \| 22 \| Christian \| NRHP-Einträge im Christian County \| 2 \| \| 23 \| Clark \| NRHP-Einträge im Clark County \| 5 \| \| 24 \| Clay \| NRHP-Einträge im Clay County \| 36 \| \| 25 \| Clinton \| Keine Einträge im NHRP \| – \| \| 26 \| Cole \| NRHP-Einträge im Cole County \| 40 \| \| 27 \| Cooper \| NRHP-Einträge im Cooper County \| 43 \| \| 28 \| Crawford \| NRHP-Einträge im Crawford County \| 5 \| \| 29 \| Dade \| NRHP-Einträge im Dade County \| 2 \| \| 30 \| Dallas \| NRHP-Einträge im Dallas County \| 2 \| \| 31 \| Daviess \| NRHP-Einträge im Daviess County \| 3 \| \| 32 \| DeKalb \| NRHP-Einträge im DeKalb County \| 3 \| \| 33 \| Dent \| NRHP-Einträge im Dent County \| 8 \| \| 34 \| Douglas \| NRHP-Einträge im Douglas County \| 2 \| \| 35 \| Dunklin \| NRHP-Einträge im Dunklin County \| 8 \| \| 36 \| Franklin \| NRHP-Einträge im Franklin County \| 59 \| \| 37 \| Gasconade \| NRHP-Einträge im Gasconade County \| 9 \| \| 38 \| Gentry \| NRHP-Einträge im Gentry County \| 4 \| \| 39 \| Greene \| NRHP-Einträge im Greene County \| 65 \| \| 40 \| Grundy \| NRHP-Einträge im Grundy County \| 6 \| \| 41 \| Harrison \| NRHP-Einträge im Harrison County \| 2 \| \| 42 \| Henry \| NRHP-Einträge im Henry County \| 8 \| \| 43 \| Hickory \| NRHP-Einträge im Hickory County \| 2 \| \| 44 \| Holt \| NRHP-Einträge im Holt County \| 4 \| \| 45 \| Howard \| NRHP-Einträge im Howard County \| 24 \| \| 46 \| Howell \| NRHP-Einträge im Howell County \| 6 \| \| 47 \| Iron \| NRHP-Einträge im Iron County \| 5 \| \| 48 \| Jackson \| NRHP-Einträge im Jackson County (A–L) \| 157 \| \| 48 \| Jackson \| NRHP-Einträge im Jackson County (M–Z) \| 144 \| \| 49 \| Jasper \| NRHP-Einträge im Jasper County \| 30 \| \| 50 \| Jefferson \| NRHP-Einträge im Jefferson County \| 14 \| \| 51 \| Johnson \| NRHP-Einträge im Johnson County \| 19 \| \| 52 \| Knox \| NRHP-Einträge im Knox County \| 1 \| \| 53 \| Laclede \| NRHP-Einträge im Laclede County \| 6 \| \| 54 \| Lafayette \| NRHP-Einträge im Lafayette County \| 29 \| \| 55 \| Lawrence \| NRHP-Einträge im Lawrence County \| 4 \| \| 56 \| Lewis \| NRHP-Einträge im Lewis County \| 11 \| \| 57 \| Lincoln \| NRHP-Einträge im Lincoln County \| 4 \| \| 58 \| Linn \| NRHP-Einträge im Linn County \| 5 \| \| 59 \| Livingston \| NRHP-Einträge im Livingston County \| 4 \| \| 60 \| Macon \| NRHP-Einträge im Macon County \| 9 \| \| 61 \| Madison \| NRHP-Einträge im Madison County \| 5 \| \| 62 \| Maries \| NRHP-Einträge im Maries County \| 1 \| \| 63 \| Marion \| NRHP-Einträge im Marion County \| 40 \| \| 64 \| McDonald \| NRHP-Einträge im McDonald County \| 3 \| \| 65 \| Mercer \| NRHP-Einträge im Mercer County \| 2 \| \| 66 \| Miller \| NRHP-Einträge im Miller County \| 7 \| \| 67 \| Mississippi \| NRHP-Einträge im Mississippi County \| 10 \| \| 68 \| Moniteau \| NRHP-Einträge im Moniteau County \| 9 \| \| 69 \| Monroe \| NRHP-Einträge im Monroe County \| 10 \| \| 70 \| Montgomery \| NRHP-Einträge im Montgomery County \| 9 \| \| 71 \| Morgan \| NRHP-Einträge im Morgan County \| 4 \| \| 72 \| New Madrid \| NRHP-Einträge im New Madrid County \| 8 \| \| 73 \| Newton \| NRHP-Einträge im Newton County \| 10 \| \| 74 \| Nodaway \| NRHP-Einträge im Nodaway County \| 7 \| \| 75 \| Oregon \| NRHP-Einträge im Oregon County \| 2 \| \| 76 \| Osage \| NRHP-Einträge im Osage County \| 9 \| \| 77 \| Ozark \| NRHP-Einträge im Ozark County \| 2 \| \| 78 \| Pemiscot \| NRHP-Einträge im Pemiscot County \| 7 \| \| 79 \| Perry \| NRHP-Einträge im Perry County \| 7 \| \| 80 \| Pettis \| NRHP-Einträge im Pettis County \| 27 \| \| 81 \| Phelps \| NRHP-Einträge im Phelps County \| 10 \| \| 82 \| Pike \| NRHP-Einträge im Pike County \| 21 \| \| 83 \| Platte \| NRHP-Einträge im Platte County \| 16 \| \| 84 \| Polk \| NRHP-Einträge im Polk County \| 3 \| \| 85 \| Pulaski \| NRHP-Einträge im Pulaski County \| 5 \| \| 86 \| Putnam \| NRHP-Einträge im Putnam County \| 1 \| \| 87 \| Ralls \| NRHP-Einträge im Ralls County \| 8 \| \| 88 \| Randolph \| NRHP-Einträge im Randolph County \| 3 \| \| 89 \| Ray \| NRHP-Einträge im Ray County \| 6 \| \| 90 \| Reynolds \| NRHP-Einträge im Reynolds County \| 2 \| \| 91 \| Ripley \| NRHP-Einträge im Ripley County \| 9 \| \| 92 \| Saline \| NRHP-Einträge im Saline County \| 30 \| \| 93 \| Schuyler \| NRHP-Einträge im Schuyler County \| 2 \| \| 94 \| Scotland \| NRHP-Einträge im Scotland County \| 2 \| \| 95 \| Scott \| NRHP-Einträge im Scott County \| 7 \| \| 96 \| Shannon \| NRHP-Einträge im Shannon County \| 16 \| \| 97 \| Shelby \| NRHP-Einträge im Shelby County \| 4 \| \| 98 \| St. Charles \| NRHP-Einträge im St. Charles County \| 30 \| \| 99 \| St. Clair \| NRHP-Einträge im St. Clair County \| 2 \| \| 100 \| St. Francois \| NRHP-Einträge im St. Francois County \| 10 \| \| 101 \| St. Louis \| NRHP-Einträge im St. Louis County \| 173 \| \| 101 \| St. Louis (City) \| NRHP-Einträge in St. Louis (A–L) \| 191 \| \| 101 \| St. Louis (City) \| NRHP-Einträge in St. Louis (M–Z) \| 170 \| \| 102 \| Ste. Genevieve \| NRHP-Einträge im Ste. Genevieve County \| 5 \| \| 103 \| Stoddard \| NRHP-Einträge im Stoddard County \| 4 \| \| 104 \| Stone \| NRHP-Einträge im Stone County \| 4 \| \| 105 \| Sullivan \| NRHP-Einträge im Sullivan County \| 6 \| \| 106 \| Taney \| NRHP-Einträge im Taney County \| 5 \| \| 107 \| Texas \| NRHP-Einträge im Texas County \| 5 \| \| 108 \| Vernon \| NRHP-Einträge im Vernon County \| 7 \| \| 109 \| Warren \| NRHP-Einträge im Warren County \| 6 \| \| 110 \| Washington \| NRHP-Einträge im Washington County \| 11 \| \| 111 \| Wayne \| NRHP-Einträge im Wayne County \| 3 \| \| 112 \| Webster \| NRHP-Einträge im Webster County \| 2 \| \| 113 \| Worth \| NRHP-Einträge im Worth County \| 1 \| \| 114 \| Wright \| NRHP-Einträge im Wright County \| 5 \| \| Summe \| Summe \| Summe \| 2.070 1 \| |                                          |         |
|       | County | Liste der Einträge in das NRHP im County | Anzahl  |
| 1     | Adair | NRHP-Einträge im Adair County            | 15      |
| 2     | Andrew | NRHP-Einträge im Andrew County           | 3       |
| 3     | Atchison | NRHP-Einträge im Atchison County         | 8       |
| 4     | Audrain | NRHP-Einträge im Audrain County          | 4       |
| 5     | Barry | NRHP-Einträge im Barry County            | 14      |
| 6     | Barton | NRHP-Einträge im Barton County           | 1       |
| 7     | Bates | NRHP-Einträge im Bates County            | 4       |
| 8     | Benton | NRHP-Einträge im Benton County           | 4       |
| 9     | Bollinger | NRHP-Einträge im Bollinger County        | 1       |
| 10    | Boone | NRHP-Einträge im Boone County            | 47      |
| 11    | Buchanan | NRHP-Einträge im Buchanan County         | 58      |
| 12    | Butler | NRHP-Einträge im Butler County           | 22      |
| 13    | Caldwell | NRHP-Einträge im Caldwell County         | 2       |
| 14    | Callaway | NRHP-Einträge im Callaway County         | 18      |
| 15    | Camden | NRHP-Einträge im Camden County           | 10      |
| 16    | Cape Girardeau | NRHP-Einträge im Cape Girardeau County   | 52      |
| 17    | Carroll | NRHP-Einträge im Carroll County          | 6       |
| 18    | Carter | NRHP-Einträge im Carter County           | 30      |
| 19    | Cass | NRHP-Einträge im Cass County             | 7       |
| 20    | Cedar | NRHP-Einträge im Cedar County            | 3       |
| 21    | Chariton | NRHP-Einträge im Chariton County         | 7       |
| 22    | Christian | NRHP-Einträge im Christian County        | 2       |
| 23    | Clark | NRHP-Einträge im Clark County            | 5       |
| 24    | Clay | NRHP-Einträge im Clay County             | 36      |
| 25    | Clinton | Keine Einträge im NHRP                   | –       |
| 26    | Cole | NRHP-Einträge im Cole County             | 40      |
| 27    | Cooper | NRHP-Einträge im Cooper County           | 43      |
| 28    | Crawford | NRHP-Einträge im Crawford County         | 5       |
| 29    | Dade | NRHP-Einträge im Dade County             | 2       |
| 30    | Dallas | NRHP-Einträge im Dallas County           | 2       |
| 31    | Daviess | NRHP-Einträge im Daviess County          | 3       |
| 32    | DeKalb | NRHP-Einträge im DeKalb County           | 3       |
| 33    | Dent | NRHP-Einträge im Dent County             | 8       |
| 34    | Douglas | NRHP-Einträge im Douglas County          | 2       |
| 35    | Dunklin | NRHP-Einträge im Dunklin County          | 8       |
| 36    | Franklin | NRHP-Einträge im Franklin County         | 59      |
| 37    | Gasconade | NRHP-Einträge im Gasconade County        | 9       |
| 38    | Gentry | NRHP-Einträge im Gentry County           | 4       |
| 39    | Greene | NRHP-Einträge im Greene County           | 65      |
| 40    | Grundy | NRHP-Einträge im Grundy County           | 6       |
| 41    | Harrison | NRHP-Einträge im Harrison County         | 2       |
| 42    | Henry | NRHP-Einträge im Henry County            | 8       |
| 43    | Hickory | NRHP-Einträge im Hickory County          | 2       |
| 44    | Holt | NRHP-Einträge im Holt County             | 4       |
| 45    | Howard | NRHP-Einträge im Howard County           | 24      |
| 46    | Howell | NRHP-Einträge im Howell County           | 6       |
| 47    | Iron | NRHP-Einträge im Iron County             | 5       |
| 48    | Jackson | NRHP-Einträge im Jackson County (A–L)    | 157     |
| 48    | Jackson | NRHP-Einträge im Jackson County (M–Z)    | 144     |
| 49    | Jasper | NRHP-Einträge im Jasper County           | 30      |
| 50    | Jefferson | NRHP-Einträge im Jefferson County        | 14      |
| 51    | Johnson | NRHP-Einträge im Johnson County          | 19      |
| 52    | Knox | NRHP-Einträge im Knox County             | 1       |
| 53    | Laclede | NRHP-Einträge im Laclede County          | 6       |
| 54    | Lafayette | NRHP-Einträge im Lafayette County        | 29      |
| 55    | Lawrence | NRHP-Einträge im Lawrence County         | 4       |
| 56    | Lewis | NRHP-Einträge im Lewis County            | 11      |
| 57    | Lincoln | NRHP-Einträge im Lincoln County          | 4       |
| 58    | Linn | NRHP-Einträge im Linn County             | 5       |
| 59    | Livingston | NRHP-Einträge im Livingston County       | 4       |
| 60    | Macon | NRHP-Einträge im Macon County            | 9       |
| 61    | Madison | NRHP-Einträge im Madison County          | 5       |
| 62    | Maries | NRHP-Einträge im Maries County           | 1       |
| 63    | Marion | NRHP-Einträge im Marion County           | 40      |
| 64    | McDonald | NRHP-Einträge im McDonald County         | 3       |
| 65    | Mercer | NRHP-Einträge im Mercer County           | 2       |
| 66    | Miller | NRHP-Einträge im Miller County           | 7       |
| 67    | Mississippi | NRHP-Einträge im Mississippi County      | 10      |
| 68    | Moniteau | NRHP-Einträge im Moniteau County         | 9       |
| 69    | Monroe | NRHP-Einträge im Monroe County           | 10      |
| 70    | Montgomery | NRHP-Einträge im Montgomery County       | 9       |
| 71    | Morgan | NRHP-Einträge im Morgan County           | 4       |
| 72    | New Madrid | NRHP-Einträge im New Madrid County       | 8       |
| 73    | Newton | NRHP-Einträge im Newton County           | 10      |
| 74    | Nodaway | NRHP-Einträge im Nodaway County          | 7       |
| 75    | Oregon | NRHP-Einträge im Oregon County           | 2       |
| 76    | Osage | NRHP-Einträge im Osage County            | 9       |
| 77    | Ozark | NRHP-Einträge im Ozark County            | 2       |
| 78    | Pemiscot | NRHP-Einträge im Pemiscot County         | 7       |
| 79    | Perry | NRHP-Einträge im Perry County            | 7       |
| 80    | Pettis | NRHP-Einträge im Pettis County           | 27      |
| 81    | Phelps | NRHP-Einträge im Phelps County           | 10      |
| 82    | Pike | NRHP-Einträge im Pike County             | 21      |
| 83    | Platte | NRHP-Einträge im Platte County           | 16      |
| 84    | Polk | NRHP-Einträge im Polk County             | 3       |
| 85    | Pulaski | NRHP-Einträge im Pulaski County          | 5       |
| 86    | Putnam | NRHP-Einträge im Putnam County           | 1       |
| 87    | Ralls | NRHP-Einträge im Ralls County            | 8       |
| 88    | Randolph | NRHP-Einträge im Randolph County         | 3       |
| 89    | Ray | NRHP-Einträge im Ray County              | 6       |
| 90    | Reynolds | NRHP-Einträge im Reynolds County         | 2       |
| 91    | Ripley | NRHP-Einträge im Ripley County           | 9       |
| 92    | Saline | NRHP-Einträge im Saline County           | 30      |
| 93    | Schuyler | NRHP-Einträge im Schuyler County         | 2       |
| 94    | Scotland | NRHP-Einträge im Scotland County         | 2       |
| 95    | Scott | NRHP-Einträge im Scott County            | 7       |
| 96    | Shannon | NRHP-Einträge im Shannon County          | 16      |
| 97    | Shelby | NRHP-Einträge im Shelby County           | 4       |
| 98    | St. Charles | NRHP-Einträge im St. Charles County      | 30      |
| 99    | St. Clair | NRHP-Einträge im St. Clair County        | 2       |
| 100   | St. Francois | NRHP-Einträge im St. Francois County     | 10      |
| 101   | St. Louis | NRHP-Einträge im St. Louis County        | 173     |
| 101   | St. Louis (City) | NRHP-Einträge in St. Louis (A–L)         | 191     |
| 101   | St. Louis (City) | NRHP-Einträge in St. Louis (M–Z)         | 170     |
| 102   | Ste. Genevieve | NRHP-Einträge im Ste. Genevieve County   | 5       |
| 103   | Stoddard | NRHP-Einträge im Stoddard County         | 4       |
| 104   | Stone | NRHP-Einträge im Stone County            | 4       |
| 105   | Sullivan | NRHP-Einträge im Sullivan County         | 6       |
| 106   | Taney | NRHP-Einträge im Taney County            | 5       |
| 107   | Texas | NRHP-Einträge im Texas County            | 5       |
| 108   | Vernon | NRHP-Einträge im Vernon County           | 7       |
| 109   | Warren | NRHP-Einträge im Warren County           | 6       |
| 110   | Washington | NRHP-Einträge im Washington County       | 11      |
| 111   | Wayne | NRHP-Einträge im Wayne County            | 3       |
| 112   | Webster | NRHP-Einträge im Webster County          | 2       |
| 113   | Worth | NRHP-Einträge im Worth County            | 1       |
| 114   | Wright | NRHP-Einträge im Wright County           | 5       |
| Summe | Summe | Summe                                    | 2.070 1 |